# Вихрова труба

Вихрова труба — тепловий насос, який при закручуванні газу або рідини в циліндричній камері забезпечує поділ робочого тіла на дві температурні фракції. На периферії труби утворюється закручений потік з більшою температурою, а в центрі — закручений охолоджений потік.
Вперше ефект був відкритий французьким інженером Жозефом Ранком наприкінці 1920-х років при вимірюванні температури в промисловому циклоні. Наприкінці 1931 року Ранк подав заявку на винайдений пристрій, названий «Вихровою трубою» (у літературі зустрічається як труба Ранка) і в 1934 році отримав патент в США.
В даний час реалізовано ряд промислових апаратів, в яких використовується ефект Ранка. Тепловий насос на основі вихрової труби має ефективність (відношення кількості отриманої теплової енергії до витрат енергії на перекачування) близько 1.2 — 2.4 (для порівняння, для холодильників і кондиціонерів це відношення становить 2 — 3).